# Grande incendio di Hinckley
Il grande Incendio di Hinckley fu un incendio che scoppiò nelle foreste di pini dello stato americano del Minnesota nel settembre 1894 estendendosi alla cittadina di Hinckley. Si stima che abbia causato la morte di 418 persone tra uomini, donne e bambini, bruciando una superficie di 103000 ettari.  
In seguito a una siccità estiva di due mesi, associata a temperature molto elevate, diversi piccoli incendi divamparono nelle foreste di pini della contea di Pine, in Minnesota.  
Si pensa che il materiale grazie al quale si sviluppò l'incendio consistesse nel legname che era stato tagliato dagli alberi e si trovava a terra, un metodo di raccolta della legna che era diffuso a quell'epoca. I vari piccoli incendi si diffusero unendosi poi in una tempesta di fuoco e minacciando Hinckley. 
Alcuni residenti si salvarono gettandosi nel fiume Grindstone, altri lasciando la città minacciata dalle fiamme a bordo di un treno. L'incendio distrusse la città di Hinckley (che all'epoca aveva una popolazione di oltre 1.400 abitanti) e i piccoli insediamenti vicini di Mission Creek, Brook Park, Sandstone, Miller, Partridge e Pokegama.   
.  
In ricordo dell'incendio è stato realizzato l'Hinckley Fire Museum che si trova in un deposito della Northern Pacific Railway a pochi metri di distanza dal vecchio deposito, che fu distrutto dall'incendio.